# 日本赤十字社銀色有功章

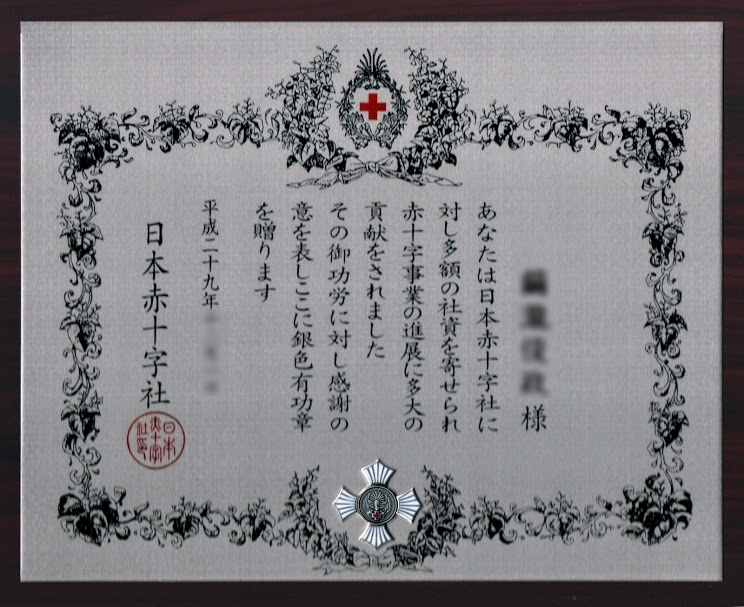
日本赤十字社銀色有功章（楯式）

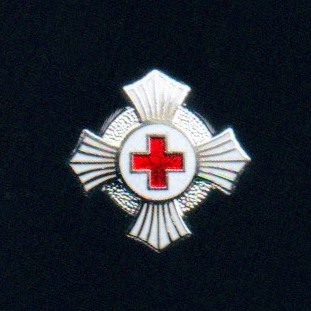
日本赤十字社銀色有功章（略章）

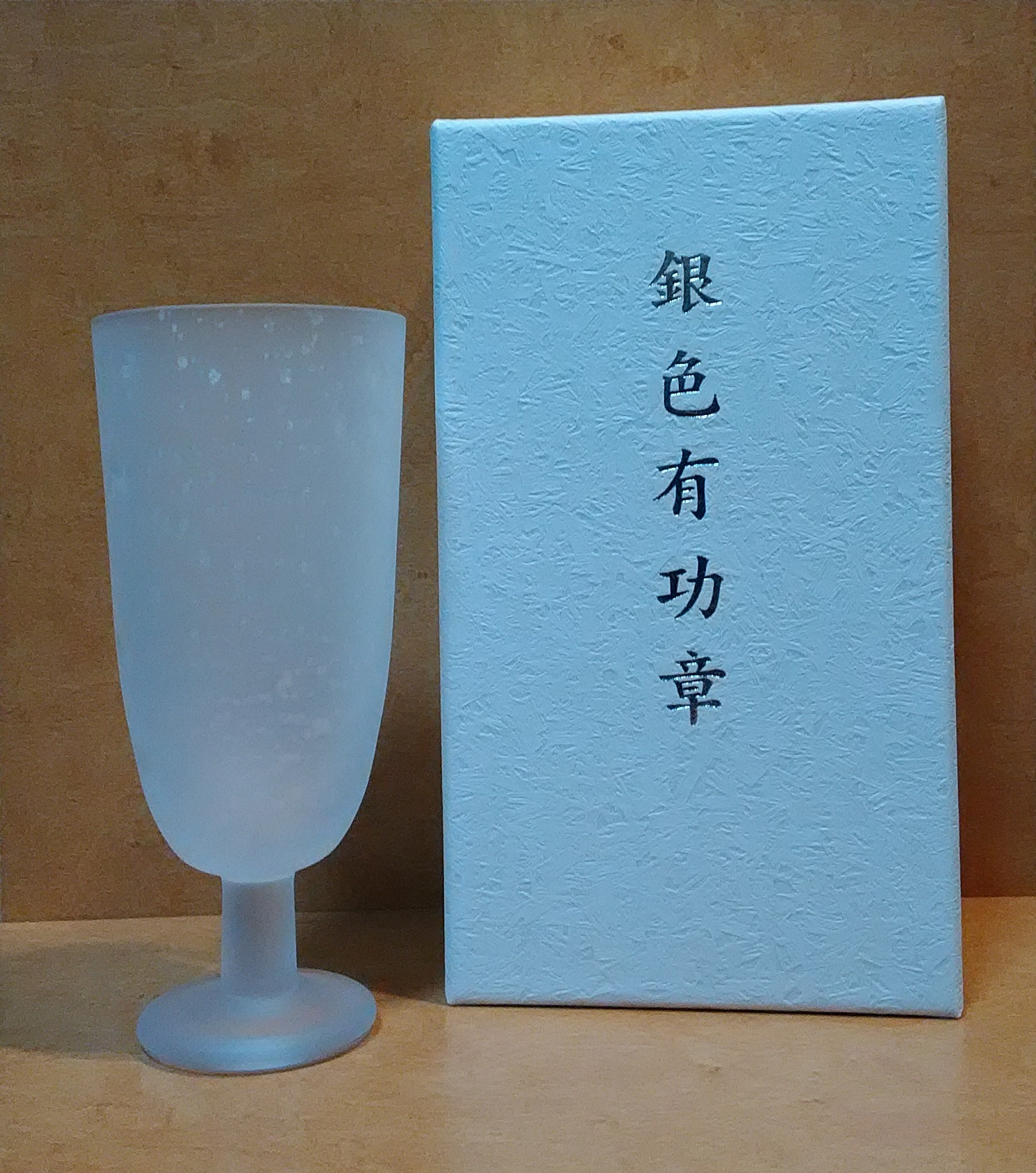
日本赤十字社銀色有功章（杯式）

日本赤十字社銀色有功章（にっぽんせきじゅうじしゃぎんしょくゆうこうしょう）とは、日本赤十字社が永年に渡り赤十字奉仕活動に従事した者、高額な社資の拠出者・寄付者、及び献血に貢献した者などを対象に授与する記念章のことである。楯式と杯式の2種類がある。なお、上位の記念章に日本赤十字社金色有功章がある。

## 概要
日本赤十字社銀色有功章の始まりは明治18年に日本赤十字社の表彰制度として定められた勲章式の記念章であり、同社においては今日に至るまで金色有功章に次ぐ高位の表彰である。同社は日本赤十字社法第7条に基づき定款を定めているが、銀色有功章は日本赤十字社定款第17条並びに第18条にて、奉仕活動・寄付・献血等の貢献によりこれを授与している。
寄付による場合は20万円以上の社資の拠出者・寄付者（一時に、または累計で納付した者）がその対象となる。近年までは個人の場合は勲章式の章、略章及び章記（章、略章の形と綬は金色有功章と同じだが、色は銀色）が、法人・団体の場合は楯式が授与されていたが、現在は個人、法人・団体ともに楯式の章記と略章が授与されるようになった。
献血による場合は、70回以上献血した者に杯式（銀色のガラス杯）の章及び葉書大の感謝状が贈呈される。また、献血推進団体での活動については15年以上活動を継続した場合に楯式の銀色有功章が贈られる。